# Лазаренко Наталія Іванівна
Лазаренко Наталія Іванівна (нар. 11 травня 1962, Вінниця)— ректор Вінницького педагогічного університету імені Михайла Коцюбинського, доктор педагогічних наук (2020), професор, відмінник освіти України (2005), заслужений працівник освіти України (2018).
Викладає дисципліни: методика викладання української мови в початковій школі, технології вивчення освітніх галузей початкової освіти.

## Біографія
Наталія Іванівна Лазаренко народилася 11 травня 1962 року у м. Вінниця. Навчалася у загальноосвітній школі № 11 м. Вінниця. У 1983 році закінчила Вінницький державний педагогічний інститут імені М. Островського з відзнакою. 1983—1985 — вчителька початкових класів у ЗОШ № 22 у Вінниці.

### Професійна діяльність
- 1985 — працює у Вінницькому педагогічному університеті ім. Коцюбинського. За час роботи в університеті виконувала обов‘язки заступника декана з виховної роботи, заступника декана з навчальної роботи
- 1993 — захистила дисертацію на здобуття наукового ступеня кандидата педагогічних наук зі спеціальності 13.00.02 — теорія і методика викладання (українська мова) на тему: «Формування у молодших школярів поняття про слово у взаємозв'язку його лексичних та граматичних значень». Науковий керівник— дійсний член АПН України, доктор педагогічних наук, професор М. С. Вашуленко.
- 1999 — присвоєно вчене звання доцента
- 2004 — декан факультету підготовки вчителів початкових класів
- 2007 — працює на посаді декана-директора інституту педагогіки, психології і мистецтв.
- 2015 — обрана ректором Вінницького державного педагогічного університет імені Михайла Коцюбинського, а у 2020 році переобрана на цю посаду.

## Нагороди
- 2005— нагрудний знак «Відмінник освіти України»
- 2010— Почесна грамота МОН України
- 2018— Заслужений працівник освіти України[2]